# Gregor I. (Jerusalem)
Gregorios I. († zwischen August 1281 und Mai 1291) war griechischer Patriarch von Jerusalem.
Beginn und Ende seines Patriarchats sind nicht genau zu datieren. 1275 war er bereits im Amt. Er widersetzte sich der unionsfreundlichen Kirchenpolitik des byzantinischen Kaisers Michael VIII. In seinem Namen verfasste Georgios Moschampar einen antilateinischen Traktat über den Hervorgang des Heiligen Geistes (Filioque). Anscheinend starb Gregorios noch vor der Belagerung von Akkon (1291).